# Маттиолли, Вальтер
Вальтер Маттиолли (итал. Walter Mattioli, род. 8 мая 1952 года, Феррара) — итальянский предприниматель, филантроп и спортивный функционер.
С 2014 по 2021 годы — президент футбольного клуба СПАЛ.

## Биография
В молодости выступал за различные итальянские футбольные клубы в любительских региональных лигах.
По завершении карьеры занялся бизнесом, перейдя на работу в компанию по производству стеклоткани, принадлежащую клану Коламбарини.
Помимо основного заработка, семья также владела футбольной командой «Джакоменсе» (A.C. Giacomense), выступавшей в Серии С.
В 2013 году клуб сменил прописку и переехал в Феррару.
12 июля 2013 года тогдашний владелец СПАЛа Роберто Бенаскутти заключил сделку по слиянию обеих команд под названием S.P.A.L. 2013 для продолжения футбольной истории клуба S.P.A.L.
В 2014 году 10 % акций клуба приобрел Маттиолли, заняв также пост президента команды.
За это время «бело-голубые» проделали путь от Второго дивизиона Про-лиги до Серии В, в 2017 году впервые за 49 лет вернувшись в Серию А.
Экспертами Маттиолли характеризуется как умный и успешный управленец, умеющий правильно распределять клубный бюджет и раскрывать талантливых игроков, при этом соединяя их с более опытными футболистами.
13 августа 2021 года официально покинул пост президента клуба в связи с его продажей американскому бизнесмену Джо Такопине.